# Ephiales cretacea
Ephiales cretacea är en skalbaggsart som först beskrevs av Bates 1865.  Ephiales cretacea ingår i släktet Ephiales och familjen långhorningar. Inga underarter finns listade i Catalogue of Life.